# هيرمسبرونك
 هيرمسبرونك أو الرجل كما هو ليس كذلك هي رواية فلسفية 1796 من قبل روبيرت باج. هذا هو العمل الرئيسي الذي يتم تذكر باج به وهي الرواية الأخيرة له. وكان قد نشر سابقا رواية بعنوان «رجل كما هو».
كانت الرواية تعتبر متطرفة في وقت نشرها. تم كتابتها على شاكلة الافكار الثورية في تلك فترة وتعبر عن بعض وجهات النظر النسوية من خلال اثنين من شخصياتها، البطل المسمى وماريا فلوارت. أشادت ماري وولستونكرافت بالأراء التي أعربت عنها فلوارت.
الرواية لديها بنية مفككة بعض الشيء. النصف الأول يحتوي على محتوى فلسفي قوي، ولكن في النصف الثاني يصبح الكتاب رواية وجدانية.
إن التحدي الفلسفي للرواية هو أنه يتعلق بأميركي تم تنشأته بالكامل من قبل الهنود الأمريكيين، بدون تعليم رسمي أو ديني فقط الطبيعة هي الوحيدة لتعلمه، يرى من خلال نفاق المجتمع الإنجليزي وطرقه. الرواية تمت ملاحظته لمتابعة موضوع النبل الهمجي، وعلى وجه الخصوص عداء المهاجرين. استخدم «باج» في روايته مصطلحات «كبرياء» و «تحامل» مرارًا وتكرارًا في ادراك مشابه لتلك التي استكشفتها جاين أوستن في كبرياء وتحامل.